# Comitato Olimpico Svedese
Il Comitato Olimpico Svedese (in svedese Sveriges Olympiska Kommitté) è l'organo di governo dello sport in Svezia, fondato nel 1913 a Stoccolma.
Rappresenta questa nazione presso il Comitato Olimpico Internazionale (CIO) dal 1913 e ha lo scopo di curare l'organizzazione e il potenziamento dello sport in Svezia e, in particolare, la preparazione degli atleti svedese, per consentire loro la partecipazione ai Giochi olimpici. Il comitato, inoltre, fa parte dei Comitati Olimpici Europei.
Il presidente dell'organizzazione è Hans von Uthmann, mentre la carica di segretario generale è occupata da Åsa Edlund Jönsson; comprende 35 federazioni olimpiche sportive nazionali e 12 altre federazioni.

## Presidenti
- 1913-1947 — Principe Gustavo Adolfo, duca di Västerbotten
- 1947-1997 — Principe Bertil di Svezia
- 1997-2000 — Carl-Gustav Anderberg
- 2000-2016 — Stefan Lindeberg
- 2016-2018 — Hans Vestberg
- 2018-2023 — Mats Årjes
- dal 2023 — Hans von Uthmann